# ريتشارد ديكون
ريتشارد ديكون (بالإنجليزية: Richard Deacon)‏ هو نحات بريطاني، ولد في 15 أغسطس 1949 في بانغور في المملكة المتحدة.

## وصلات خارجية
- الموقع الرسمي
- ريتشارد ديكون على موقع IMDb (الإنجليزية)
- ريتشارد ديكون على موقع مونزينجر (الألمانية)